# Diabeł (skała)
Diabeł – ostaniec w rezerwacie przyrody Diable Skały. Rezerwat znajduje się w szczytowych partiach wzniesienia Bukowiec (530 m) we wsi Bukowiec, w województwie małopolskim, w powiecie nowosądeckim, w gminie Korzenna. Pod względem geograficznym jest to obszar Pogórza Rożnowskiego, będący częścią Pogórza Środkowobeskidzkiego.
Jest to pierwsza ze skał znajdujących się przy ścieżce edukacyjnej prowadzącej terenem rezerwatu. Ma formę baszty o wysokości około 10 m i zbudowana jest z piaskowca ciężkowickiego. Związana z nią jest legenda, według której skala ta została tutaj przyniesiona przez diabła aż z Węgier. Świadczyć ma o tym odcisk czarcich szponów na skale.
Na Diable występują charakterystyczne formy wietrzenia w postaci gęstego skupiska kolistych wżerów. Na południowej ścianie znajduje się pozostawiony przez wspinaczy stary ring. Obecnie wspinaczka skalna na Diable jest jednak zabroniona.

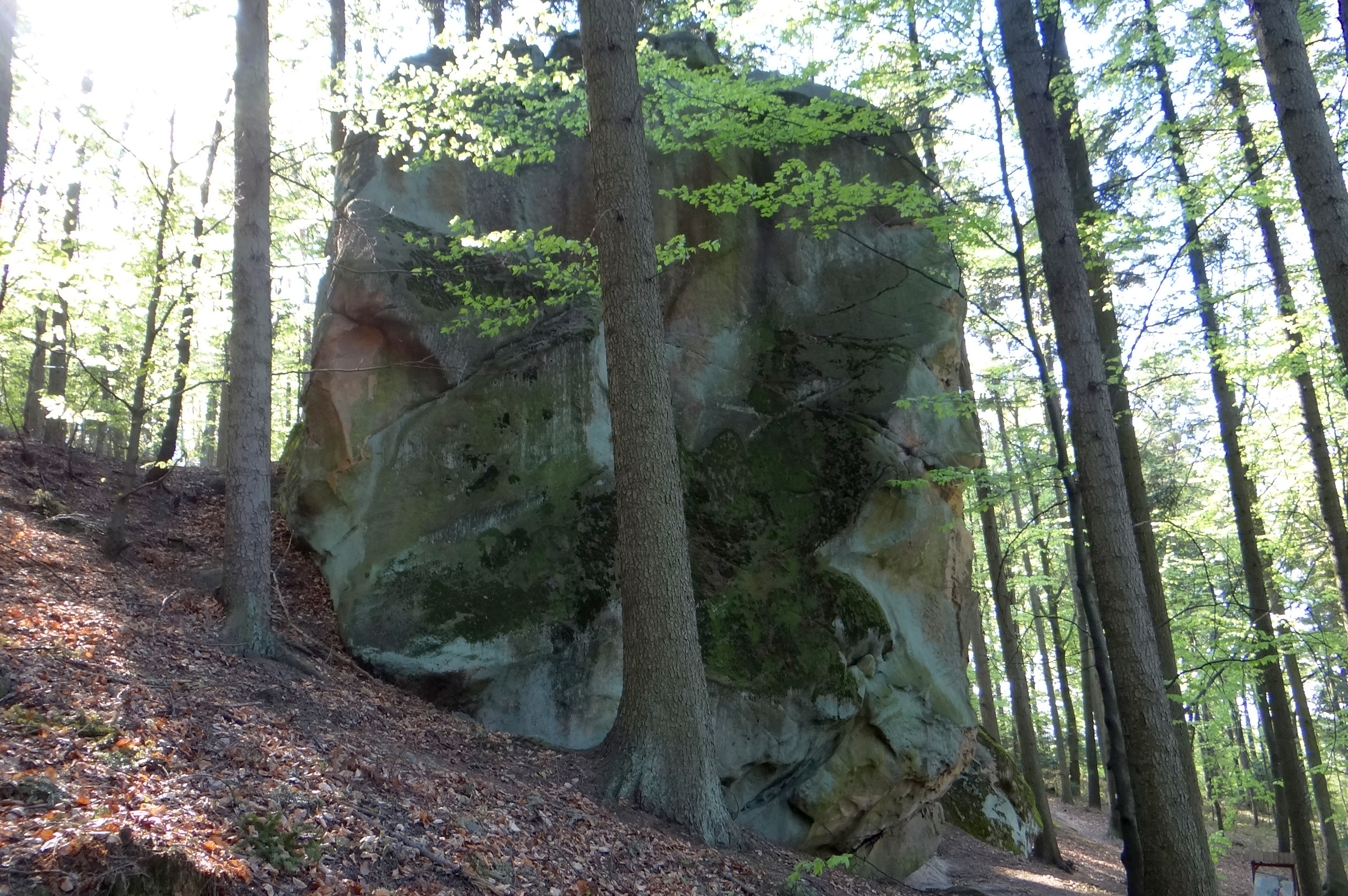
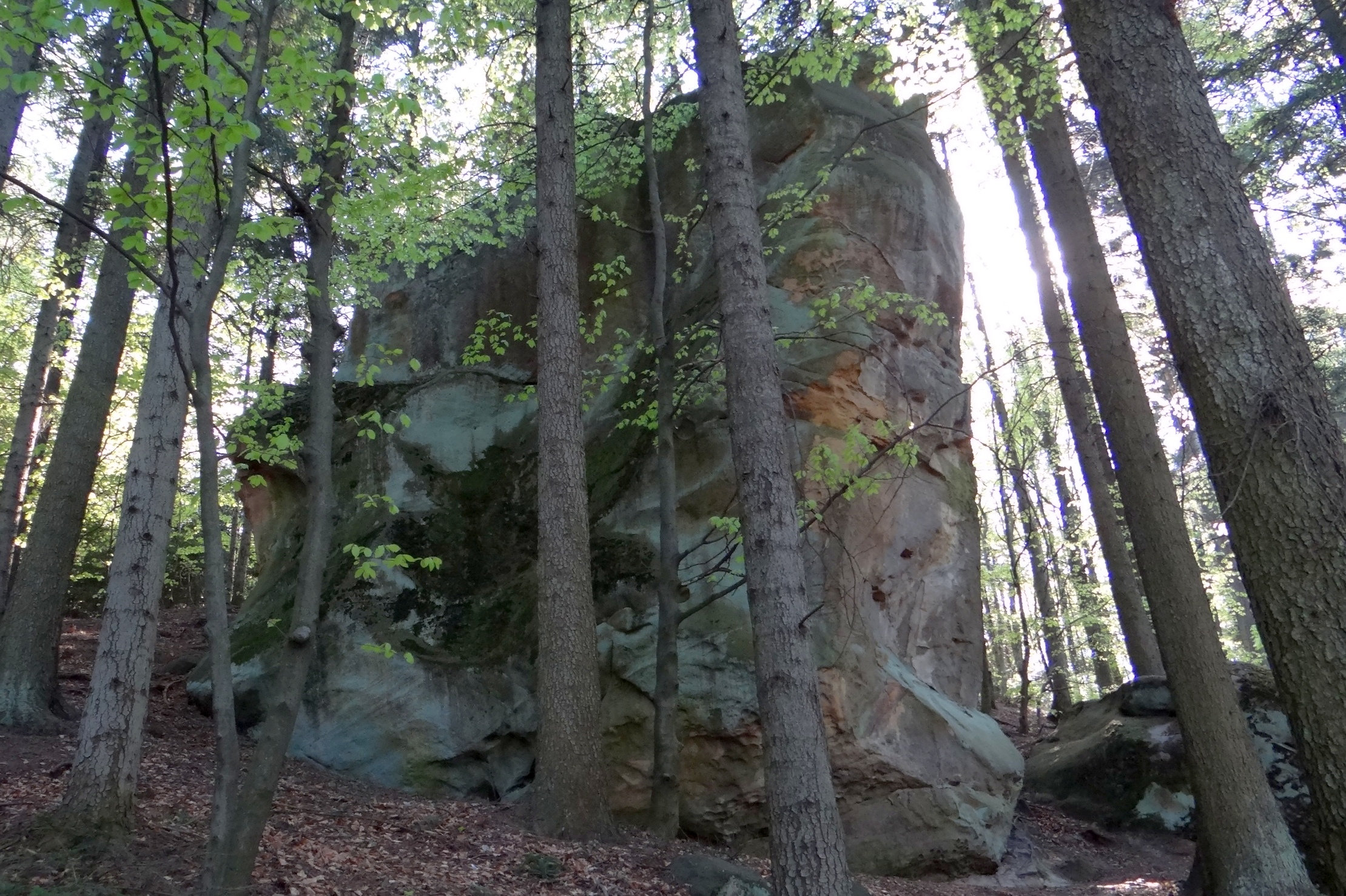
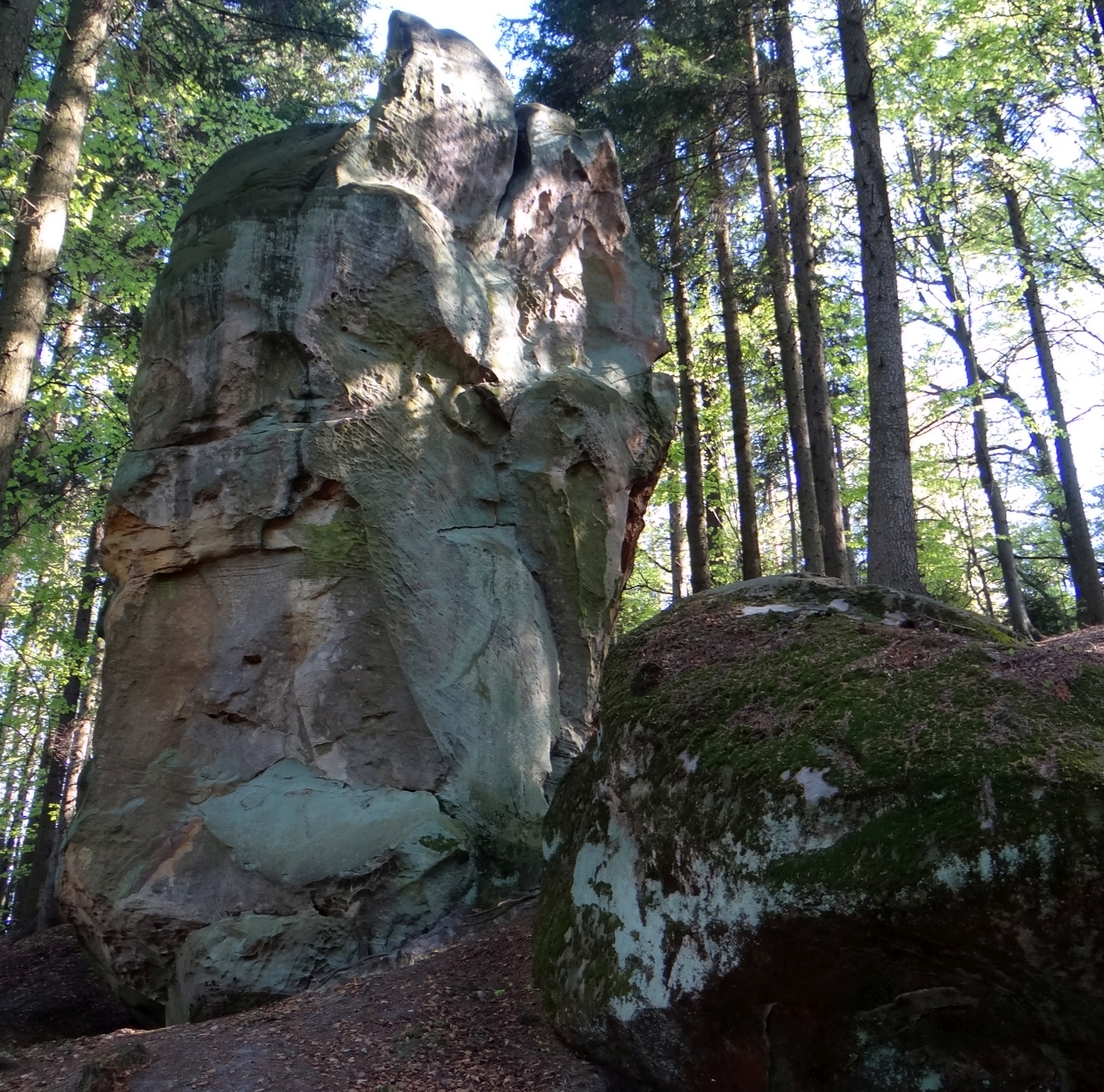
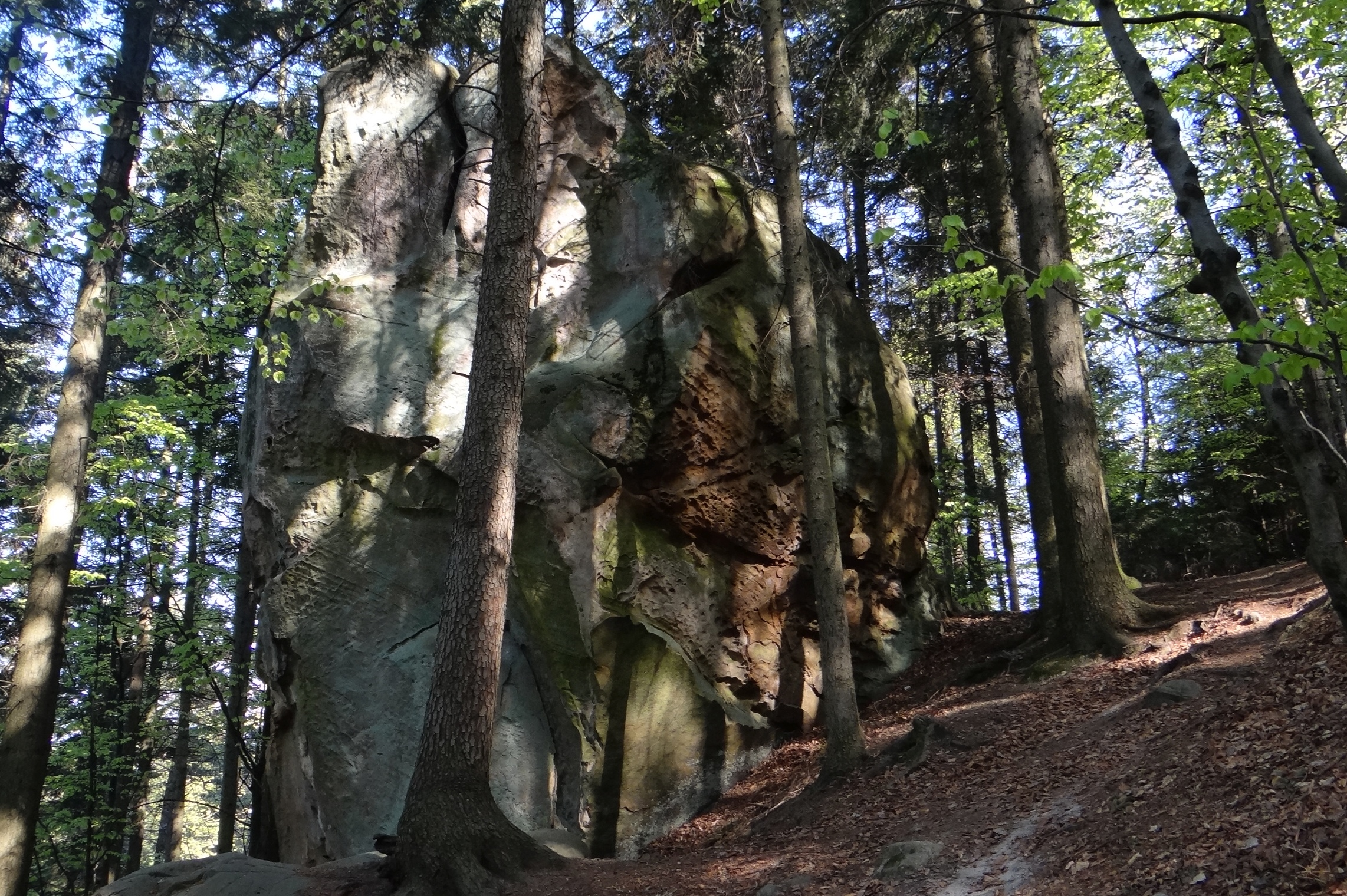